# Sphaeromopsis sanctaluciae
Sphaeromopsis sanctaluciae là một loài chân đều trong họ Sphaeromatidae. Loài này được Kensley & Schotte miêu tả khoa học năm 1999.